# Ferdinand Stuflesser

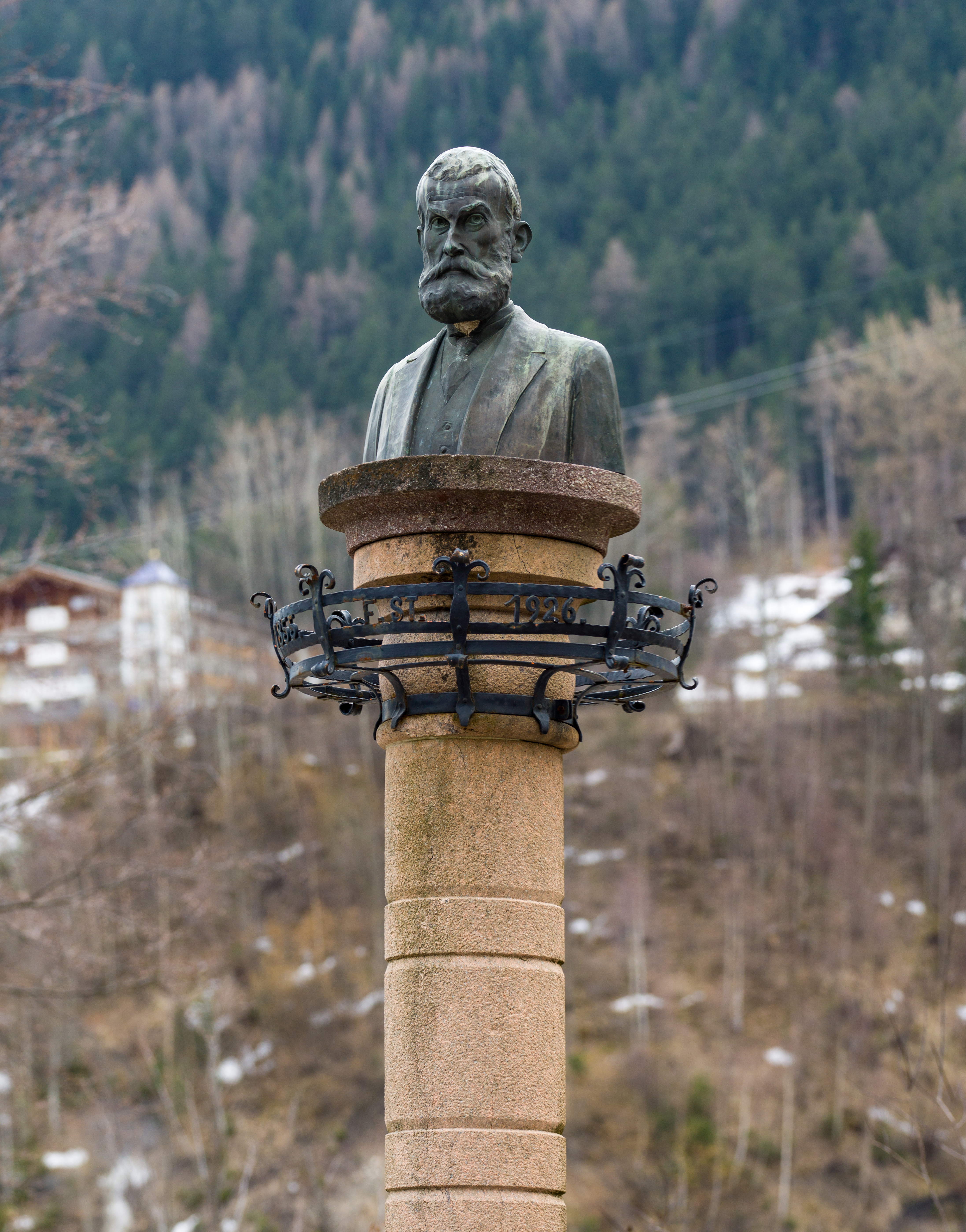
Büste Ferdinand Stuflessers in St. Ulrich, geschaffen von Johann Baptist Moroder

Ferdinand Stuflesser (* 19. Dezember 1855 in St. Ulrich in Gröden; † 9. Oktober 1926 ebenda) war ein österreichischer Bildhauer und Unternehmer.

## Leben

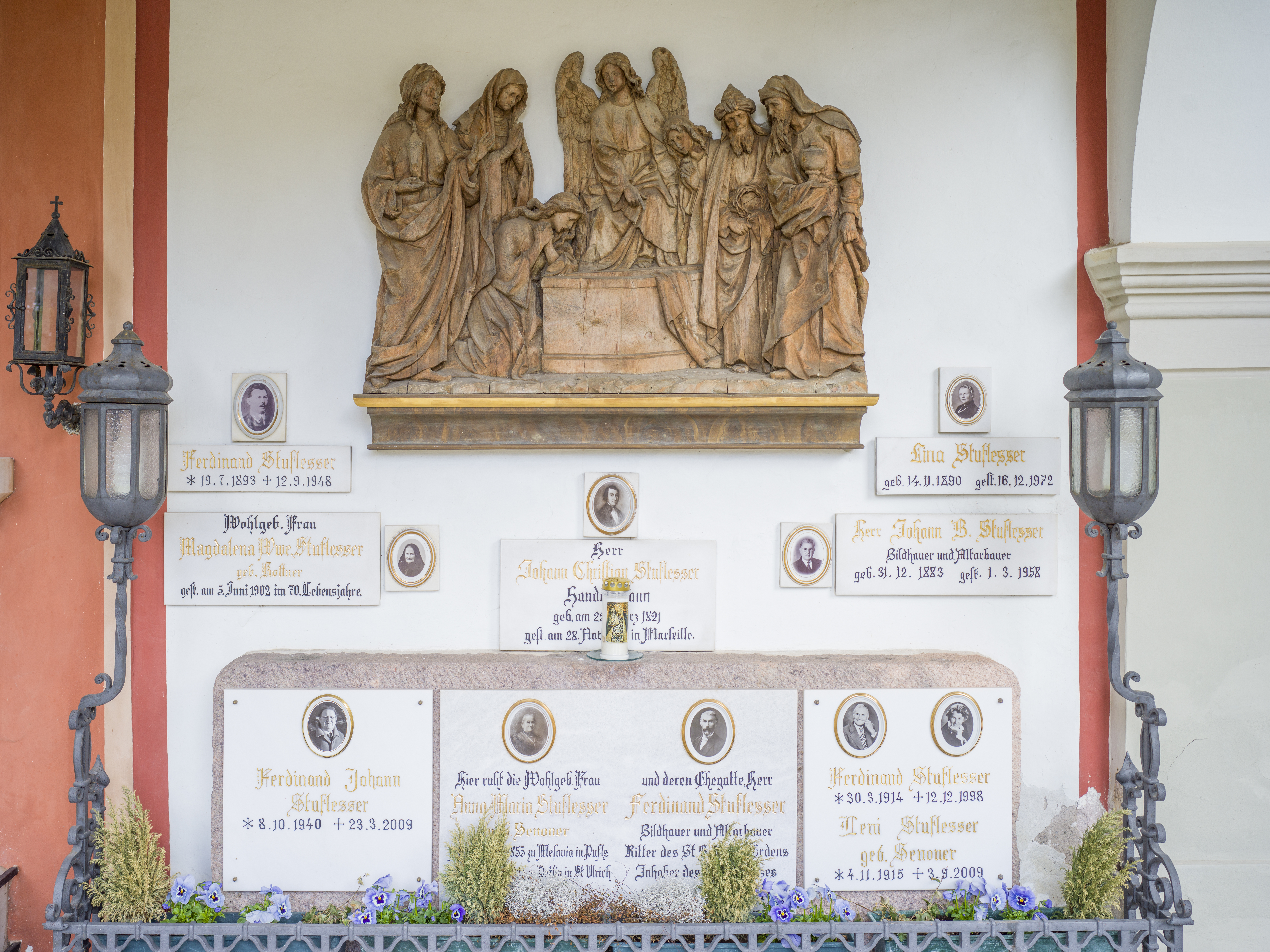
Das Familiengrab der Stuflesser in St. Ulrich

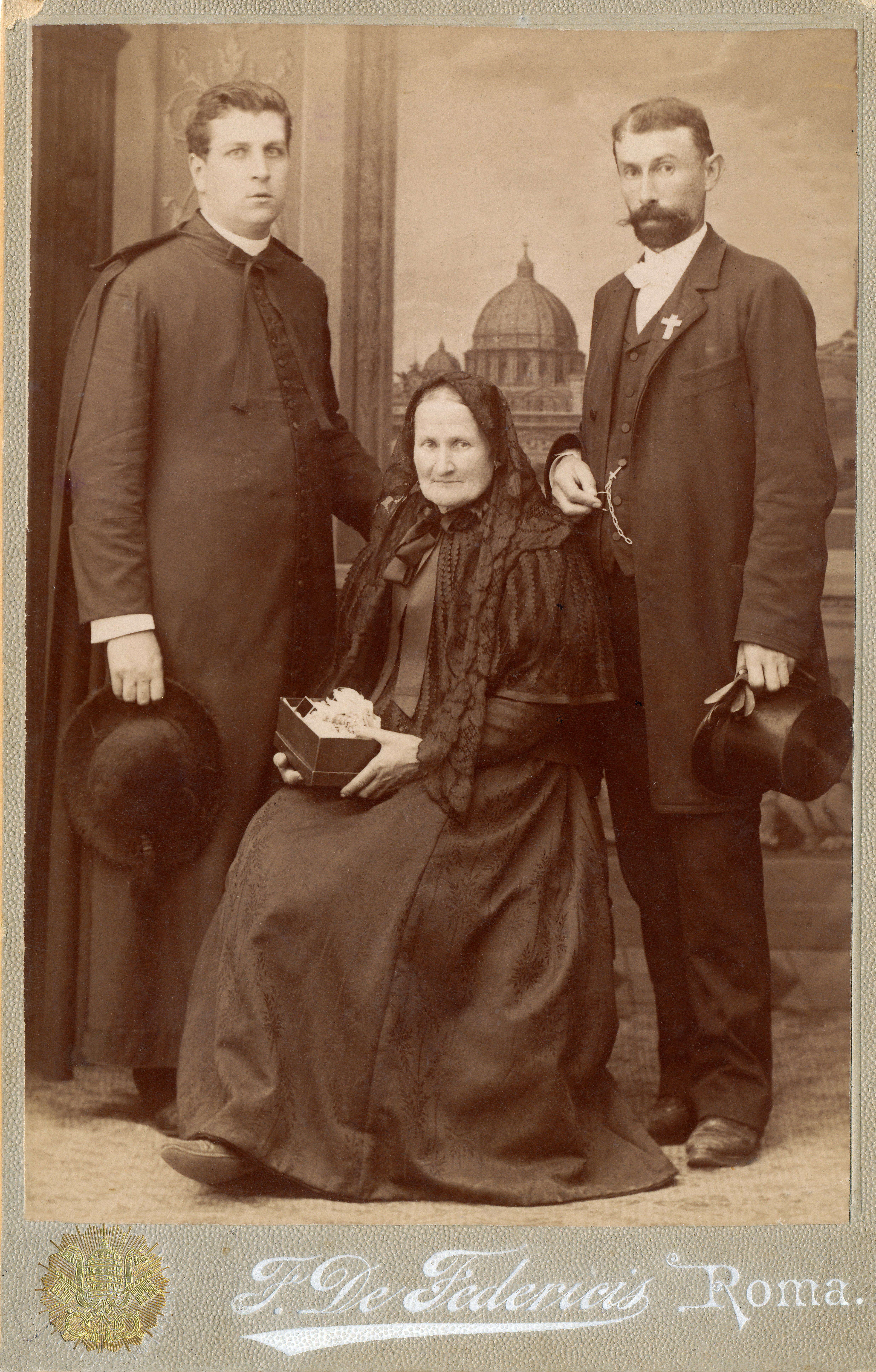
Ferdinand Stuflesser (rechts) mit seiner Mutter und Engelbert Demetz in Rom (um 1898)

Ferdinand Stuflesser war der Sohn des Bildhauers Johann Evangelist Stuflesser (1821–1857), der zusammen mit seinem Bruder einen Vertrieb für Holzspielzeug führte und ermordet wurde, als Ferdinand zwei Jahre alt war. Ferdinand Stuflesser erlernte die Bildhauerei in der Familie und eröffnete 1875 eine Bildhauerwerkstatt in St. Ulrich. Um 1880 bildete er sich bei Joseph Knabl in München weiter. Die Werkstatt, die später zur Altarwerkstatt ausgebaut wurde und einen rund 15 Meter hohen Arbeitsraum erhielt, um an aufgestellten Altären zu arbeiten, hatte als Mitarbeiter 16 Bildhauer, acht Tischlermeister sowie Verzierungsbildhauer. Weitere rund 100 Bildhauer und Ornamentikschnitzer arbeiteten in Heimarbeit für den Betrieb. In der Werkstatt entstanden sakrale Kunstwerke wie Statuen, Altäre, Kanzeln und andere Einrichtungsgegenstände für Kirchen in historisierenden Stilen. Die Firma Ars Sacra 1875 Ferdinand Stuflesser erhielt Aufträge nicht nur aus der Donaumonarchie, sondern aus der ganzen Welt.

## Auszeichnungen
- Päpstlicher Hoflieferant
- Ehrenkreuz Pro Ecclesia et Pontifice

## Werke (Auswahl)

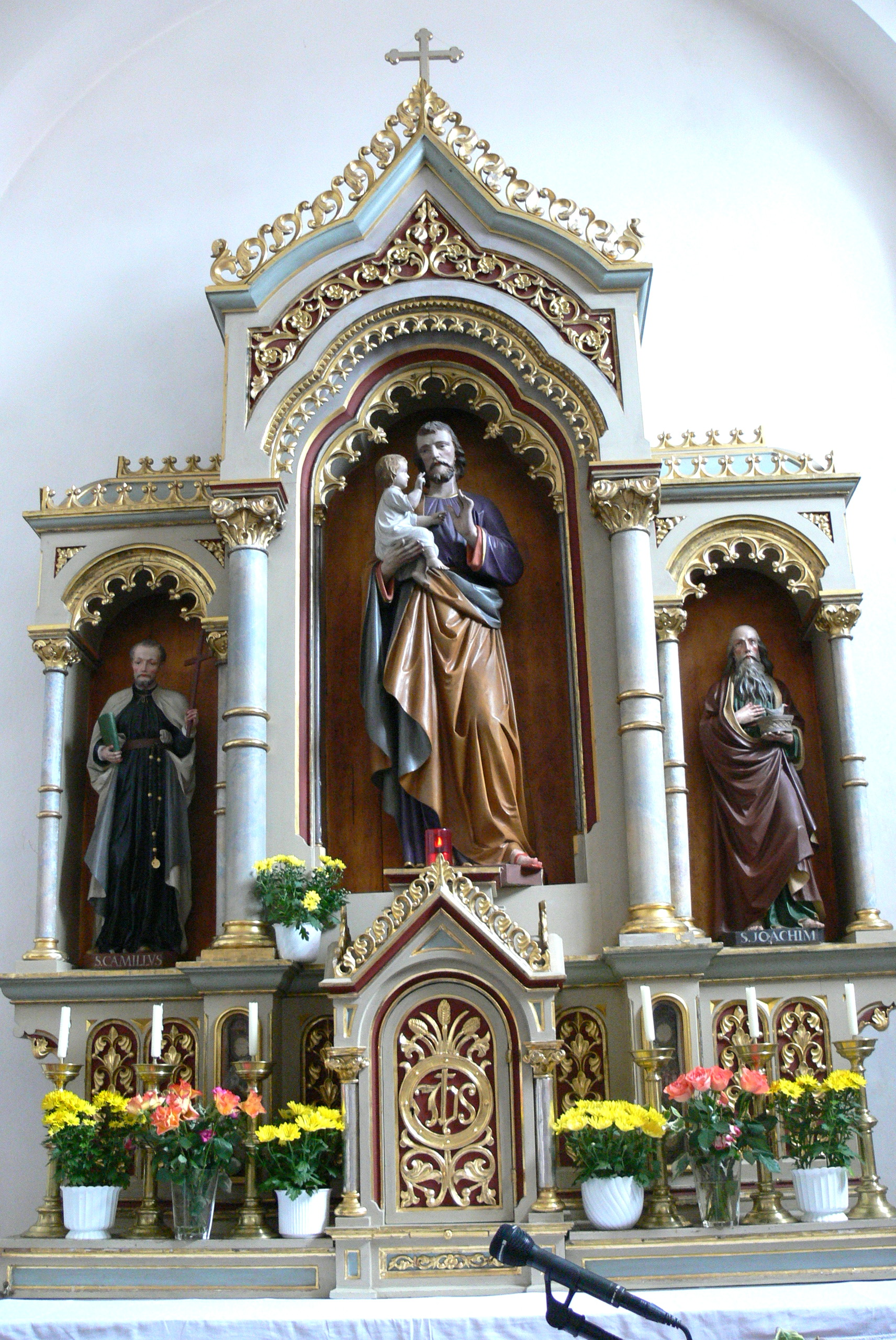
Hochaltar, Pfarrkirche Waxenberg

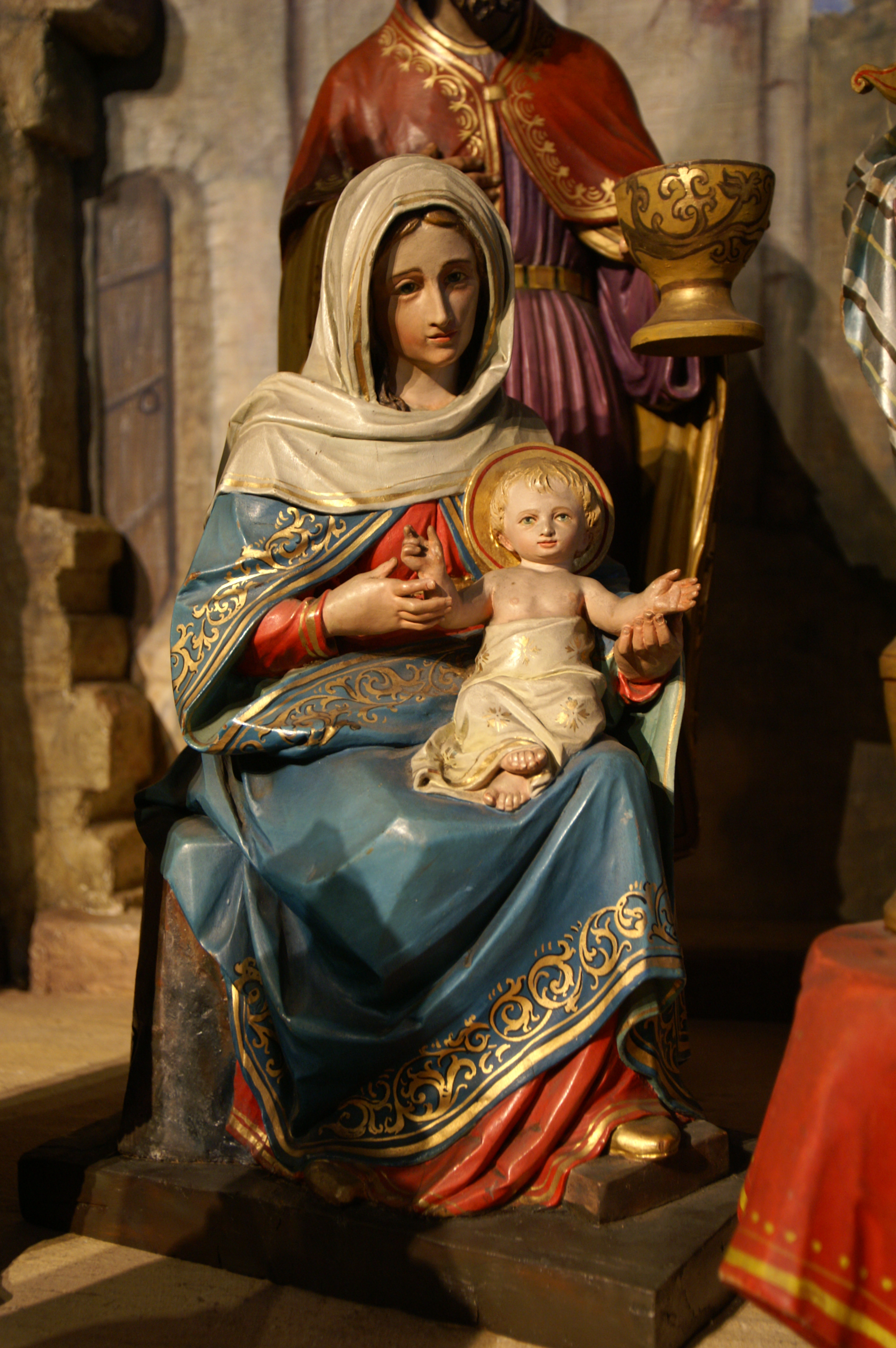
Krippe, Pfarrkirche Wolfurt (Ausschnitt)

- Kreuzwegstationen, St. Markus in Mausbach, 1885
- Altäre, Marienkirche in Mehala, um 1887
- Kreuzwegstationen, Pfarrkirche St. Jakob im Lesachtal, 1891
- Hochaltar, Pfarrkirche Waxenberg, 1892
- Figuren Herz Jesu und Herz Mariä, Pfarrkirche Altenwörth, 1894
- Hochaltäre, Seitenaltäre, Kanzel, Herz-Jesu-Statue, Kapuzinerkirche in Neumarkt, 1894/1898
- Kanzel, Klosterkirche der Schulschwestern in Amstetten, um 1900
- Altäre, St. Andreas in Oberrasen, um 1900
- Kreuzigungsgruppe, Pfarrkirche Düns, um 1900
- Weihnachtskrippe, Pfarrkirche Wolfurt, um 1900
- Statue des hl. Antonius, Antonskirche in Wien, um 1900
- Rosenkranzaltar und Statuen hl. Notburga und hl. Isidor, St. Martin in Beberstedt, 1900–1902
- mehrere Statuen und Weihnachtskrippe, Kapuzinerkloster Mals, 1899/1902
- Statuen der hll. Antonius und Josef, Pfarrkirche St. Othmar unter den Weißgerbern in Wien, 1899/1901
- Altar, St. Valentin in Woźniki, 1901
- Hochaltar, St. Elija in Kiseljak, 1901
- Altar, St. Josef in Rungg, 1902
- Kruzifix, Baumgartner Pfarrkirche in Wien, um 1908
- Altäre, Franziskanerkirche in Bozen
- Kanzel, San Gioacchino in Prati in Rom
- Kanzel, Pfarrkirche St. Bartholomäus in Montan
- Hochaltar, Erzengel-Michaels-Kirche in Andělská Hora